# Pedicularis legendrei
Pedicularis legendrei är en snyltrotsväxtart som beskrevs av Bonati. Pedicularis legendrei ingår i släktet spiror, och familjen snyltrotsväxter. Inga underarter finns listade i Catalogue of Life.